# Jules Petiet
Jules Alexandre Petiet (5. srpna 1813 Florencie – 29. ledna 1871 Paříž) byl francouzský železniční inženýr.
Jeho otec Pierre François Petiet byl armádním důstojníkem a prefektem departementu Hautes-Alpes. Vystudoval École centrale Paris a řídil stavbu tratí Versailles Rive Gauche a Chemins de Fer du Nord, kde zaváděl lokomotivy Crampton. Navrhl typ lokomotiv známých pod označením Fortes Rampes. Od roku 1868 do své smrti byl ředitelem École centrale Paris.
V roce 1853 mu byl udělen Řád čestné legie. Je jedním ze 72 jmen na Eiffelově věži a je po něm pojmenována rue Petiet v pařížské Quartier des Épinettes.